# Lucie Guay
Lucie Guay   (Montreal, 12 de desembre de 1958) és una piragüista d'aigües tranquil·les quebequesa que va competir durant les dècades de 1970 i 1980.
El boicot canadenc als Jocs de Moscou de 1980 va impedir la seva participació. El 1984 sí va poder participar en els Jocs Olímpics d'Estiu de Los Angeles, on disputà dues proves del programa de piragüisme. Formant equip amb Alexandra Barré, Sue Holloway i Barbara Olmstead guanyà la medalla de plata en el K-4, 500 metres, mentre en el K-1, 500 metres fou setena.